# Alessandro Mazenta
Alessandro Mazenta (Milano, 1566 – Milano, 1630) è stato un presbitero e architetto italiano.

## Biografia
Alessandro Mazenta nacque a Milano nel 1566, figlio del senatore Ludovico, podestà di Cremona e presidente del magistrato straordinario, e di sua moglie, Caterina Bianca Bottigella.
Compiuti gli studi giuridici presso l'Università di Pisa dove si laureò utroque iure, nel 1590 venne prescelto quale canonico del duomo di Milano, divenendo protonotario apostolico dall'anno successivo. Nel 1610 divenne arcidiacono del duomo di Milano e dal 1626 divenne vicario generale delle monache nel 1626. Coronò la sua carriera con la carica di arciprete della cattedrale milanese, carica che ricoprì dal 1627 sino alla sua morte.
Personaggio particolarmente legato alla figura del cardinale e arcivescovo Federigo Borromeo, fu suo delegato particolare nella fondazione della Biblioteca Ambrosiana voluta dal presule milanese e della stesura del suo primo regolamento, occupandosi altrettanto assiduamente dell'andamento della Veneranda Fabbrica del Duomo di Milano. Fu lui, ingegnosamente, a progettare i particolari telai per supportare i quadroni con gli episodi della vita di San Carlo Borromeo che vennero dipinti tra il 1602 ed il 1604 e sempre lui venne incaricato nel 1609 dall'arcivescovo di predisporre il necessario apparato per la canonizzazione dell'arcivescovo milanese nel 1610. Sotto la sua supervisione, l'architetto Giuseppe Bernascone realizzò la maggior parte degli edifici del Sacro Monte di Varese (1604-1619). Selezionò il Richini tra diversi architetti che gli vennero proposti per la realizzazione di nuove chiese e strutture a Milano e nella diocesi, alternandolo in questo al fratello Giovanni Ambrogio, barnabita ed architetto egli stesso. Avviò i lavori di rifacimento della facciata della chiesa di Sant'Alessandro in Zebedia a Milano. Eseguì personalmente alcuni progetti per degli edifici sacri come nel caso della chiesa di San Bernardino ad Abbiategrasso.
Morì nel corso della peste manzoniana del 1630 a Milano.